# Battle Chess
Battle Chess è un videogioco di scacchi sviluppato a partire dal 1988 dalla Interplay Entertainment per molte piattaforme. Ciò che distingueva Battle Chess dagli altri videogiochi di scacchi sono i pezzi animati. Durante la partita i pezzi si animano e combattono tra loro per svolgere le mosse indicate del giocatore.

## Modalità di gioco
Le regole del gioco sono quelle del normale gioco degli scacchi, contro il computer o contro un altro giocatore, anche via modem sulle piattaforme più evolute. I pezzi hanno l'aspetto di personaggi medievali e normalmente stanno immobili, ma quando vengono mossi camminano letteralmente sulla scacchiera, e quando catturano un pezzo avversario avviene un duello tra i due.
Ogni tipo di pezzo ha un'animazione diversa, spesso umoristica, per ogni tipo di pezzo che cattura, per un totale di 35 possibili animazioni di cattura. Queste animazioni non hanno alcun effetto sull'esito della partita; chi sarà il vincitore di un duello è sempre ovvio. Tuttavia, l'effetto estetico venne molto apprezzato dalla critica, che ritenne il gioco interessante anche per i meno appassionati di scacchi.
Le caratteristiche grafiche dei vari pezzi:
- Pedone: è un soldatino in armatura, armato di asta.
- Cavallo: è un cavaliere (coerentemente al nome inglese del pezzo) appiedato, con spada e scudo. Quando un cavaliere ne cattura un altro, lo affetta un arto alla volta, ma il perdente continua a combattere fino alla fine (citazione di Monty Python e il Sacro Graal)
- Alfiere: è un vescovo (coerentemente al nome inglese del pezzo). Il suo bastone diventa inaspettatamente un'arma da arti marziali oppure magica.
- Torre: quando agisce, si trasforma in un mostro di roccia che cammina e combatte a pugni. Quando cattura la regina, la ingoia.
- Regina: è una femme fatale ben più alta del re. Risulta essere una maga/strega e combatte con magie.
- Re: un goffo anziano, non certo in abbigliamento da battaglia. Usa varie armi segrete, ad esempio spara all'alfiere con una pistola. Nel caso della regina, la abbraccia e bacia... lei finge di starci ma tenta di pugnalarlo alle spalle, ma lui la precede con un colpo di scettro in testa.

Il punto di vista del giocatore è tridimensionale e fisso, il giocatore non può ruotare la scacchiera dato che le animazioni sono fisse. Anziché bianco e nero, ai due schieramenti sono associati i colori rosso e blu (con qualche variazione secondo le piattaforme), e la visuale è alle spalle dei pezzi del rosso.
All'occorrenza, se la grafica genera confusione, si può scegliere di visualizzare la scacchiera bidimensionale dall'alto con i simboli tradizionali dei pezzi, tornando quindi agli scacchi "normali".
Le varie opzioni di gioco sono accessibili tramite menù a tendina, che sulle piattaforme più evolute sono resi graficamente da due putti che srotolano degli stendardi. È possibile tra l'altro salvare la partita, impostare molti livelli di difficoltà, disabilitare le animazioni, annullare le ultime mosse, variare liberamente la composizione della scacchiera.
La versione per CDTV comprende un'introduzione parlata che spiega i movimenti dei pezzi in modo da facilitare l'apprendimento del gioco ai giocatori novizi.

## Serie
Il gioco ebbe un seguito nel 1990, Battle Chess II: Chinese Chess, basato sugli scacchi cinesi (Xiangqi).
Interplay pubblicò inoltre Battle Chess Enhanced nel 1991, una versione su CD-ROM del primo titolo con grafica migliorata, per PC e 3DO.
Un secondo seguito fu Battle Chess 4000 del 1992, con tema fantascientifico.
Nel 2011 il gioco Battle vs. Chess della Targem Games ebbe problemi legali nella sua distribuzione statunitense a causa della sua somiglianza con questo titolo della Interplay.
Nel 2008 venne pubblicato Battle Chess: Special Edition, una raccolta di tutta la serie per Windows e Macintosh su GOG.com.
Un remake ufficiale per Windows, Battle Chess: Game of Kings, uscì nel 2014 su Steam.